# Microsoft Office 2019
Microsoft Office 2019 je verze kancelářského balíku Microsoft Office, která nahrazuje Microsoft Office 2016. Byla oznámena na Microsoft Ignite dne 6. září 2017. Oficiální vydání se uskutečnilo 24. září 2018 pro Windows 10, MacOS a Windows Server 2016.

## Informace o verzi
V Microsoft Office 2019 k dispozici funkce, které byly původně k dispozici pouze pro Office 365.
Dne 27. dubna 2018 byla uvolněna testovací verze Office 2019 Commercial Preview for Windows 10.
Dne 12. června 2018 byla uvolněna testovací verze pro macOS.
Office 2019 nedostane 10letou podporu jako předchozí Office 2016, ale pouze 5 let základní a 2 roky rozšířené podpory.